# Dino Arcangeli
Dino Arcangeli (San Marcello Pistoiese, 4 gennaio 1904 – 8 novembre 1969) è stato un aviatore italiano.

## Biografia

### Infanzia
Dino Arcangeli nacque a San Marcello Pistoiese il 4 gennaio 1904. Da fanciullo frequentò le scuole elementari obbligatorie fino alla 6º classe, prestò la sua opera nell'albergo di famiglia e saltuariamente lavorò presso la SMI, una fabbrica metallurgica per la fabbricazione di munizioni ed altro materiale bellico, a Limestre Pistoiese, attuale sede di Dynamo Camp.

### Arruolamento in Marina
A 18 anni si arruolò volontario nel Centro Dirigibilisti della Regia Marina, a Varignano in provincia della Spezia. Alla fine del corso, superati gli esami specifici, fu nominato radiotelegrafista il 20 novembre 1924. Dopo pochi mesi di servizio presso la Regia Marina, chiese di passare nella nascente Regia Aeronautica. Dopo gli esami del corso specifico, chiese la rafferma volontaria e venne arruolato in servizio permanente effettivo il 30 settembre 1926, con passaggio al grado di sergente il 1º giugno 1927.

### La trasvolata atlantica
Dopo aver partecipato a corsi di osservazione aerea e navigazione sul mare presso le scuole di Capua e Grottaglie, e passati gli esami per operatore radiotelegrafista di bordo, venne selezionato per la scuola NADAM (Navigazione di Alto Mare) di Orbetello presso cui si stavano addestrando gli equipaggi che effettueranno la crociera aerea del decennale, sotto il comando di Italo Balbo, a quel tempo ministro dell'Aeronautica.
L'impresa consistette in una lunga traversata di 25 000 chilometri, compiuta in gruppo da 25 idrovolanti Savoia-Marchetti S.55, decollati dalla laguna di Orbetello. Gli aerei, volando lungo la rotta del nord atlantico, raggiunsero prima il Canada e poi gli Stati Uniti, toccando le città di Chicago, New York, per poi ritornare in Italia seguendo una rotta più meridionale e ammarando all'idroscalo di Ostia. Dino Arcangeli partecipò alla trasvolata come Sergente Radiotelegrafista Operatore di Bordo sul velivolo I-ABBR. Fu promosso sergente maggiore, insignito della medaglia della crociera aerea del Decennale ed autorizzato a scegliere la nuova assegnazione di servizio.

### Africa e seconda guerra mondiale
Arcangeli chiese di andare in Africa Orientale ove volò sui Caproni Ca.133 e Savoia-Marchetti S.M.79; in Africa Arcangeli venne ferito e si guadagnò una medaglia d'argento al valor militare, due medaglie di bronzo al valor militare, 2 croci di guerra e il grado di Maresciallo di 1º classe. Quindi combatté nell'area mediterranea ottenendo sul campo altre due medaglie di bronzo al valor militare e due croci di guerra.
Dopo l'armistizio di Cassibile, scelse di rimanere con la Repubblica Sociale Italiana, combattendo con l'Aeronautica Nazionale Repubblicana, sul territorio nazionale, in Russia, Germania e Francia.

### Dopoguerra
Nel maggio del 1945, alla fine del conflitto, ritornò a San Marcello Pistoiese, a piedi da Orio al Serio. Al suo ritorno al paese natale, venne arrestato dagli Alleati che lo ricercavano, poiché molti mesi prima Arcangeli aveva catturato due piloti inglesi abbattuti. Fu quindi processato e assolto dal Tribunale di Bologna e infine reintegrato nel 1949 nella Aeronautica Militare Italiana, con la conferma del grado, dell'anzianità di servizio e delle decorazioni ricevute. Riprese servizio, come istruttore della Scuola di Guerra aerea di Firenze, passando poi sugli idrovolanti CANT Z.506, che effettuavano il soccorso aereo con base l'idroscalo di Vigna di Valle sul lago di Bracciano).

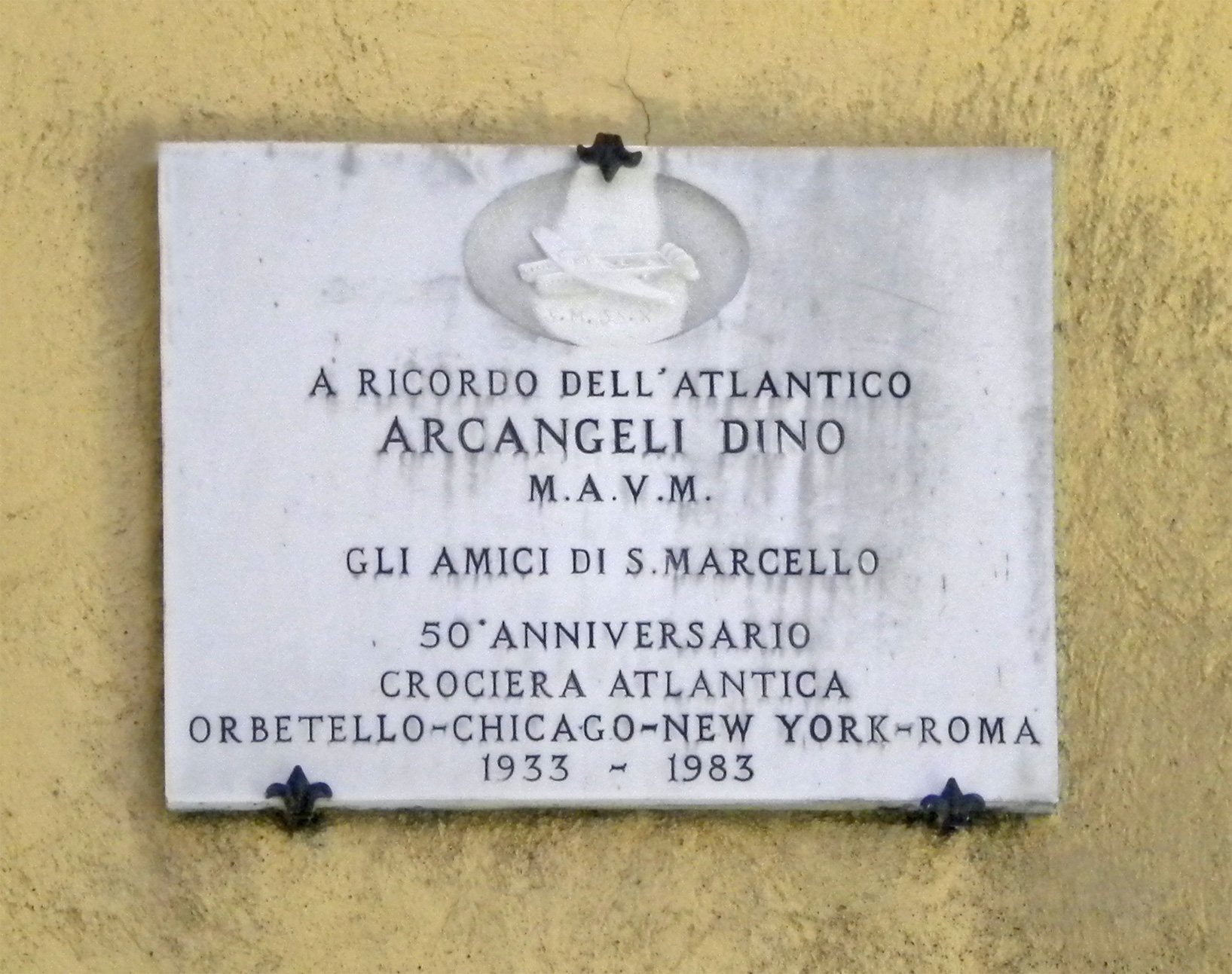
Targa commemorativa in occasione della Crociera aerea del decennale

Nel 1951 venne preso in forza al 2º Gruppo della 46ª Brigata aerea Trasporti Medi di stanza a Pisa, come Capo Sezione Marconisti del 2º Gruppo e partecipò a voli umanitari per un totale di circa 1400 ore di volo. Terminò nel 1964 la sua carriera militare, operando sui Fairchild C-119 Flying Boxcar denominati "Vagoni Volanti".
Fu nominato cavaliere della Repubblica Italiana da Giovanni Gronchi e insignito del titolo di Commendatore dell'Ordine della Corona d'Italia. Concluse la sua carriera militare nel 1964 con il grado di maresciallo maggiore e fu posto poi in congedo per raggiunti limiti di età.
Parlando del suo passato ebbe un solo rimpianto: quello di non aver potuto contribuire ad evitare la cattura e la morte dei 13 aviatori italiani, suoi amici e commilitoni, appartenenti come lui alla 46ª Aerobrigata e massacrati nell'Eccidio di Kindu del novembre 1961.

### Morte e ricordo
Dino Arcangeli morì l'8 novembre 1969. Fu sepolto nel cimitero di San Marcello Pistoiese e al funerale fu seguito da tutta la cittadinanza, da tutti gli alunni delle scuole cittadine e varie autorità del luogo;  presenti anche, provenienti da Roma, l'antico Comandante del suo velivolo I-ABBR, il generale di squadra aerea Renato Abbriata, l'amico fraterno, il marconista operatore Mario Destro Bisol,  del velivolo I-LIPP. Era presente, insieme agli altri, anche il labaro della A.T.A (Associazione Trasvolatori Atlantici). Dino Arcangeli è ricordato oggi dai suoi concittadini con una targa commemorativa della Crociera aerea del decennale e con l'intitolazione di una via del paese a suo nome.

## Onorificenze
(lista parziale)